# バドゥッラ県
バドゥッラ県（バドゥッラけん、シンハラ語: බදුල්ල දිස්ත්‍රික්කය、タミル語: பதுளை மாவட்டம்、英語: Badulla District）は、スリランカ中央高地南東部のウバ州に属する県。面積2,861 km²で、2012年時点の人口は約81万人。

## 地理
バドゥッラ県はスリランカ中央高地南東部にあり、ウバ州2県の中で北西側に位置する。東から南にかけてモナラーガラ県と、南西でサバラガムワ州のラトゥナプラ県、北東で東部州のアンパーラ県、北から西にかけてで中部州のマータレー県、キャンディ県、ヌワラ・エリヤ県と接する。県の主要産業は農業と畜産である。
バドゥッラ県の農産業としては、紅茶と野菜、それに米の栽培が盛んである。県内は気候と地形から高地と低地の2つの領域に分けられる。このうち高地では紅茶のプランテーション並びに野菜の栽培が主で、低地では米作が主である。

### 主要な都市及び町
- バドゥッラ - Municipal Council
- バンダーラウェラ - Municipal Council
- ハプタレー（英語版） - Urban Council

## 人口動態

### 民族
| 民族               | 人口    | %     |
| ------------------ | ------- | ----- |
| シンハラ           | 593,120 | 73.1% |
| インド・タミル     | 149,662 | 18.4% |
| スリランカ・ムーア | 45,886  | 5.7%  |
| スリランカ・タミル | 20,335  | 2.5%  |
| スリランカ・マレー | 1,288   | 0.2%  |
| バーガー           | 904     | 0.1%  |
| その他             | 563     | 0.1%  |

### 宗教
| 宗教               | 人口    | %     |
| ------------------ | ------- | ----- |
| 仏教               | 589,393 | 72.6% |
| ヒンドゥー教       | 157,360 | 19.4% |
| イスラム教         | 47,172  | 5.8%  |
| カトリック         | 11,630  | 1.4%  |
| その他のキリスト教 | 5,985   | 0.7%  |
| その他             | 218     | 0.0%  |